# رشته‌کوه بزیب
رشته‌کوه بزیب (به آبخازی: Агеишьха، گرجی: ბზიფის ქედი) یک رشته‌کوه در گرجستان است که در آبخاز و دامنه جنوبی رشته‌کوه قفقاز واقع شده‌است. رشته‌کوه بزیب ۳٬۰۳۲ متر بالاتر از سطح دریا واقع شده‌است.